# 米爾托納鎮區 (明尼蘇達州道格拉斯縣)
米爾托納鎮區（英語：Miltona Township）是位於美國明尼蘇達州道格拉斯縣的一個行政鎮區。

## 地方資料
米爾托納鎮區的面積為92.48平方千米，當中陸地面積為69.99平方千米，而水域面積為22.49平方千米。根據2020年美國人口普查的數據，當地共有人口914人，而人口密度為每平方千米9.88人。